# Alexander Alexandrowitsch Baikow

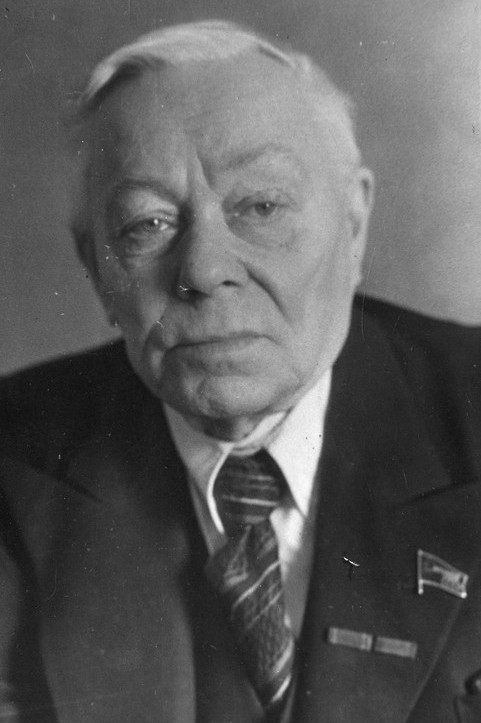
Alexander Alexandrowitsch Baikow (1945)

Alexander Alexandrowitsch Baikow (russisch Александр Александрович Байков; * 24. Julijul. / 5. August 1870greg. in Fatesch; † 6. April 1946 in Moskau) war ein russischer Metallurg, Chemiker und Hochschullehrer.

## Leben
Nach dem Besuch des Kursker Jungengymnasiums studierte Baikow an der physikalisch-mathematischen Fakultät der Universität St. Petersburg mit Abschluss 1893. Darauf arbeitete er wissenschaftlich bei D. P. Konowalow bis 1898. Schon die ersten Arbeiten wurden von D. I. Mendelejew hoch geschätzt. Zwei Jahre arbeitete er als Laborant am Lehrstuhl für Chemie. 1895–1902 arbeitete er auch im Verkehrsinstitut. 1903 wurde er Professor am St. Petersburger Polytechnischen Institut. 1911–1917 hielt er Vorlesungen bei den Lesgaft-Sportkursen.
Nach der Oktoberrevolution beteiligte er sich im Sommer 1918 auf der Krim an Arbeiten zur Trassenuntersuchung im Karadag-Bergmassiv-Gebiet an der Schwarzmeerküste südlich von Koktebel (Naturschutzgebiet seit 1979). Der Russische Bürgerkrieg verhinderte seine Rückkehr nach Petrograd, so dass er bis 1923 in Simferopol blieb. Er leitete dort den Chemie-Lehrstuhl der Krim-Universität, deren Rektor er 1921–1923 war. 1923 kehrte Baikow an den Lehrstuhl für Chemie der Universität Petrograd zurück und wurde zum Professor gewählt. 1925 wurde er im Juni Dekan der chemischen Fakultät, doch im Oktober dann Rektor des Leningrader Polytechnischen Instituts (bis 1928, sein Nachfolger war P. A. Kobosew).
1938 wurde Baikow der erste Leiter der Abteilung für Metallkunde des gerade in Moskau auf Initiative I. P. Bardins gegründeten Instituts für Metallurgie der Akademie der Wissenschaften der UdSSR (AN-SSSR). Während des Deutsch-Sowjetischen Krieges war das Institut 1941–1943 in Swerdlowsk evakuiert.
Baikow war ab 1928 Korrespondierendes Mitglied und ab 1932 Wirkliches Mitglied der AN-SSSR sowie Mitglied des Präsidiums und schließlich erster Vizepräsident der AN-SSSR. 1937 war Baikow als Abgeordneter von Leningrad in den Obersten Sowjet der UdSSR gewählt worden und 1946 von Brjansk-Beschiza.
Baikow wurde auf dem Moskauer Nowodewitschi-Friedhof begraben. Das Institut für Metallurgie trägt seitdem seinen Namen. 1975 wurde eine Leningrader Straße nach ihm benannt.

## Ehrungen
- Orden des Heiligen Wladimir IV. Klasse
- Russischer Orden der Heiligen Anna III. Klasse, II. Klasse
- Leninorden (1940, 1945 zweimal)
- Stalinpreis I. Klasse (1943)
- Orden des Roten Banners der Arbeit (1944 zweimal)
- Held der sozialistischen Arbeit (1945)
- Verdienter Wissenschaftler der RSFSR